# Лара Дъта
Ла̀ра Дъта̀ Бхупа̀ти (на хинди: लारा दत्ता (чуйте), на английски: Lara Dutta) е индийска актриса, посланик на добра воля и победителка в конкурса Мис „Вселена“ през 2000 г.

## Биография
Лара Дъта е родена на 16 април 1978 г. Прави своя актьорски дебют с Andaaz (2003), който ѝ носи наградата Filmfare за най-добър женски дебют. Участва в няколко комерсиално успешни филма, включително комедиите Masti (2004), No Entry (2005), Bhagam Bhag (2006), Partner (2007), Housefull (2010) и Chalo Dilli (2011) и екшън филма Don 2 (2011).
Дъта прекъсва с актьорството след брака си с тенисиста Махеш Бхупати през 2011 г. Появява се отново на екрана с ролята си в британския драматичен минисериал Beecham House през 2019 г. и изиграва Индира Ганди във филма Bell Bottom (2021). Тя също участва в комедийния уеб сериал Hundred (2020) и Kaun Banegi Shikharwati (2022).